# Andri Fedchuk
Andri Vasylovych Fedchuk –en ucraniano, Андрій Васильович Федчук– (Kolomyia, URSS, 12 de enero de 1980–Kosiv, 15 de noviembre de 2009) fue un deportista ucraniano que compitió en boxeo.
Participó en dos Juegos Olímpicos de Verano, en los años 2000 y 2004, obteniendo una medalla de bronce en Sídney 2000, en el peso semipesado. Ganó una medalla de bronce en el Campeonato Europeo de Boxeo Aficionado de 2004, en el mismo peso.

## Palmarés internacional
| Juegos Olímpicos   | Juegos Olímpicos   | Juegos Olímpicos  | Juegos Olímpicos |
| Año                | Lugar              | Medalla           | Categoría        |
| ------------------ | ------------------ | ----------------- | ---------------- |
| 2000               | Sídney (Australia) | Medalla de bronce | 81 kg            |
| Campeonato Europeo |                    |                   |                  |
| Año                | Lugar              | Medalla           | Categoría        |
| 2004               | Pula (Croacia)     | Medalla de bronce | 81 kg            |